# Žutoprsi tukan
Žutoprsi tukan (lat. Ramphastos sulfuratus) je šarena ptica Latinske Amerike, član porodice tukana.
To je nacionalna ptica Belizea. Može se naći i u južnom Meksiku, Venecueli i Kolumbiji.
Poput mnogih tukana, vrlo je društvena ptica, rijetko se viđa na miru. Putuje u malim jatima oko šest do dvanaest jedinki kroz nizinske prašume. Loše leti pa se kreće uglavnom skakanjem po drveću.

## Opis
Varira u dužini od 42 do 55 cm. Njihovi veliki i šareni kljunovi su u prosjeku od 12 do 15 cm. To je oko jedne trećine njihove duljine. Teži oko 380-500 grama.
Perje je većinom crno sa žutim vratom i prsima. Mitarenje se dogodi jednom godišnje. Ima plave noge i crveno perje na vrhu repa. Kljun je uglavnom zelene boje s crvenim vrhom i narančast sa strane.
Jede uglavnom širok spektar voća, ali također može jesti kukce, jaja i gmazove. 